# Линия Лайман-альфа
Линия Лайман-альфа (англ. Lyman-alpha line, Ly-α) — спектральная линия водорода (или, в общем случае, водородоподобного атома) в серии Лаймана. Излучается в случае, когда электрон в атоме переходит с уровня n = 2 в основное состояние (n = 1), здесь n — главное квантовое число. Для атома водорода длина волны линии составляет 1215,67 ангстремов (121,567 нм или 1,21567⋅10−7 м), что соответствует частоте около 2,47⋅1015 Гц, то есть линия находится в ультрафиолетовой области спектра электромагнитного излучения.

## Тонкая структура

Дублет Лайман-альфа.

Вследствие спин-орбитального взаимодействия линия Лайман-альфа расщепляется в дублет тонкой структуры с длинами волн 1215,668 и 1215,674 ангстремов. Эти компоненты называют, соответственно, Ly-α3/2 и Ly-α1/2.
Собственные состояния возмущённого гамильтониана обозначаются полным угловым моментом j электрона, а не только орбитальным угловым моментом l. При n = 2, l = 1 возможны два состояния с j = 1/2 и j = 3/2, что приводит к образованию спектрального дублета. Состояние j = 3/2 обладает большей энергией, поэтому оно дальше от основного состояния n = 1. Состояние j = 3/2 связано с линией дублета, обладающей меньшей длиной волны.

## Наблюдение
Поскольку излучение водорода в линии Лайман-альфа испытывает существенное поглощение в воздухе, то наблюдения линии в лаборатории требуют применения вакуумных спектроскопических инструментов. По той же причине астрономические наблюдения в линии требуют установки инструментов на спутниках, за исключением случаев наблюдения экстремально далёких источников, для которых вследствие космологического красного смещения линия переходит в область спектра, доступную для наблюдения с поверхности Земли.
Линию также удалось наблюдать у антиводорода. В пределах экспериментальной погрешности измеренная частота равна такой же частоте для водорода, что и предсказывает квантовая электродинамика.